# Neehausen
Neehausen  este o comună în Saxonia-Anhalt, Germania